# Цюрихско езеро
Цюрихско езеро (на немски: Zürisee или Zürichsee) е езеро в Североизточна Швейцария, (кантони Цюрих, Швиц и Санкт Гален). Площ 88,17 km² (6-то по големина в страната), обем 3,9 km³, максимална дълбочина 136 m, средна 49 m.
Езерото носи името на град Цюрих, който се намира на северозападния му бряг. Разположено е на Швейцарското плато на север от Гларнските Алпи, в древноледникова котловина, поради което има ледников произход. Основен приток е река Линт, изтичаща от езерото Валензее и вливаща се в източния му ъгъл. Друг по-голям приток е рака Аа, вливаща се от юг при град Лахен. От северозападният му ъгъл, при град Цюрих изтича река Лимат (десен приток на Аар, от басейна на Рейн).
Езерото има дължина 42 km, максимална ширина 4 km и има форма на изпъкнала на югозапад дъга. Разположено е на 405,9 m н.в. Неголям полуостров го разделя на две части – централна и северозападна по-голяма и източна – по-малка. В този участък чрез мост езерото е пресечено от жп линия, а между градовете Хорген и Майлен функционира ферибот. Плавателно. Развит риболов. По бреговете му са разположени много курорти. На северозападния бряг, при изтичането на река Лимат е разположен град Цюрих. Други по-големи градове по бреговете му са: Цоликон, Кюснахт, Талвил, Хорген, Веденсвил и др.